# 艾拉娜·格雷澤
艾拉娜·格雷澤（英語：Ilana Glazer，1987年4月12日—）是一名美國喜劇演員、導演、製片人和作家。她與艾比·雅各森共同創作並主演了喜劇劇集《大城小妞》。她曾兩次被提名為評論家選擇電影獎的喜劇類最佳女主角。